# A to, co mam…
A to co mam... – singiel Kasi Kowalskiej promujący jej album Koncert inaczej.
(muz. Robert Amirian / sł. Kasia Kowalska)

## Lista utworów
- "A to co mam..." (album version) //5:15

## Twórcy
- Kasia Kowalska – śpiew
- Wojtek Wójcicki – gitara elektryczna
- Jarek "Chilek" Chilkiewicz – gitara elektryczna i akustyczna
- Wojtek "Puzon" Kuzyk – gitara basowa
- Sławek Piwowar – instrumenty klawiszowe
- Michał Dąbrówka – bębny, programowanie
- Krzysiek Patocki – perkusja

- Produkcja muzyczna – Wiesław Pieregrólka
- Realizacja dźwięku – Stanisław Bokowy
- Mastering – Andrzej Sasin
- Producent – Izabelin Studio
- Zdjęcie i projekt – Marta & Łukasz "Thor" Dziubalscy

## Listy przebojów
| Notowania                          | pozycja |
| ---------------------------------- | ------- |
| Lista Przebojów Programu Trzeciego | 1       |
| Szczecińska Lista Przebojów        | 2       |